# Oceania Rugby Women's Championship 2022
Oceania Rugby Women's Championship 2022 fu la 4ª edizione del campionato oceaniano di rugby a 15 femminile.
Organizzato da Oceania Rugby, si tenne in Nuova Zelanda dal 9 al 18 luglio 2022 tra quattro squadre nazionali a girone unico.
Prima edizione a tenersi dopo il 2019, fu organizzato in Nuova Zelanda a Pukehoke e ad Auckland tra Figi, Papua Nuova Guinea, Samoa e Tonga.
La partita decisiva del torneo fu quella dell'ultima giornata tra Figi e Samoa, che si presentarono all'incontro diretto separate da un solo punto: a prevalere, grazie a una meta a tempo scaduto, furono per 31-24 le figiane, che si aggiudicarono il loro terzo titolo continentale
.
Il valore delle marcature, come stabilito da World Rugby nel 2017, è: 5 punti per ciascuna meta (7 se trasformata), 7 punti per la meta tecnica, 3 punti per la realizzazione di ciascun calcio piazzato, idem per il drop.

## Squadre partecipanti
- Figi
- Papua Nuova Guinea
- Samoa
- Tonga

## Risultati

### 1ª giornata
| Arbitro: | Larissa Woolerton |

|                                          |      |                          |
| Atonio 17’, 40’ Curry 35’ Bloomfield 79’ | mt   | 5’, 11’ Hufanga 69’ Hala |
| Siataga 79’                              | tr   | 11’ Toa                  |
| Siataga 29’                              | c.p. |                          |

| Arbitro: | Avi’i Fa’alupega |

| |    |  |
| Namositava 2’ Lomani 5’, 11’, 42’ Senikarivi 8’ Waisega 13’ Naikore 15’ Matarugu 20’, 38’ Milinia 26’ Ofakimalino 29’, 46’ Laqeretabua 32’ Delaiwau 40+1’, 44’, 52’, 55’ Coates 57’ Nabura 59’ Rokouono 62’ Vosadrau 66’ Kido 73’, 79’ Vasuturaga 75’ | mt |  |
| Naikore 11’, 13’, 15’, 20’, 26’, 29’, 32’, 39’ Vosadrau 44’, 46’, 57’, 59’, 62’, 66’, 73’, 75’, 79’ | tr |  |

### 2ª giornata
| Arbitro: | Avi’i Fa’alupega |

| |    |  |
| Pau 3’, 32’, 64’ Suluvale 6’, 26’ Eli 10’, 40’, 43’ Fanene 16’ Robertson 21’ Leaula 52’ Tauasosi 55’ Atonio 60’, 72’ Tuilaepa 80’ | mt |  |
| Siataga 10’, 16’, 21’, 32’, 52’ Eli 60’, 72’, 80’                                                                                 | tr |  |

| Arbitro: | Larissa Woolerton |

|                                                        |    |  |
| Naikore 10’, 33’, 57’ Arei 44’ Delaiwau 51’ Tawake 72’ | mt |  |
| Naikore 44’ Milinia 72’                                | tr |  |

### 3ª giornata
| Arbitro: | Avi’i Fa’alupega |

| |    |           |
| Pita 2’ Hufanga 12’, 46’, 54’, 78’ Tova 15’ Akauola 20’, 70’, 76’ Faukafa 28’ Maake 32’, 51’ Mahoni 35’, 41’ Maumu’a 39’, 43’ Hopoi 58’ Hifo 67’ | mt | 24’ Paloa |
| Tova 12’, 20’, 28’, 35’, 41’, 46’, 58’, 70’, 78’                                                                                                 | tr | 24’ Aihi  |

| Arbitro: | Larissa Woolerton |

|                                                                     |      |                            |
| Laqeretabua 15’ Delaiwau 27’ Ravato 46’ Namositava 66’ Mirini 80+2’ | mt   | 40+1’ Fiafia 16’ Curry     |
| Naikore 46’ Rokouono 66’ Vosadrau 80+2’                             | tr   | 40+1’ Siataga              |
|                                                                     | c.p. | 23’, 33’, 35’, 68’ Siataga |

## Classifica
| Pos | Squadra            | G | V | N | P | PF  | PS  | DP   | BMP | Pt |
| --- | ------------------ | - | - | - | - | --- | --- | ---- | --- | -- |
| 1   | Figi               | 3 | 3 | 0 | 0 | 217 | 24  | +193 | 3   | 15 |
| 2   | Samoa              | 3 | 2 | 0 | 1 | 140 | 48  | +92  | 2   | 10 |
| 3   | Tonga              | 3 | 1 | 0 | 2 | 125 | 66  | +59  | 1   | 5  |
| 4   | Papua Nuova Guinea | 3 | 0 | 0 | 3 | 7   | 351 | −344 | 0   | 0  |